# Angela Buxton
Angela Buxton (* 16. August 1934 in Liverpool, Vereinigtes Königreich; † 14. August 2020 in Fort Lauderdale, Florida) war eine britische Tennisspielerin aus England.

## Leben
Angela Buxtons erfolgreichstes Jahr war 1956, in welchem sie bei den französischen Meisterschaften in Paris und in Wimbledon, gemeinsam mit der US-Amerikanerin Althea Gibson, jeweils das Tennis-Damendoppel gewinnen konnte. Bei der Makkabiade in Israel gewann sie in den Jahren 1953 und 1957 die Goldmedaille im Dameneinzel. 1956 erreichte sie im Tenniseinzel das Finale in Wimbledon, musste sich aber der US-Amerikanerin Shirley Fry glatt mit 3:6 und 1:6 geschlagen geben.

## Werke
- Angela Buxton, Clarence Medlycott Jones: Play Better Tennis. Collins, 1974, ISBN 978-0001033115
- Angela Buxton, Clarence Medlycott Jones: Winning Tennis: Doubles Tactics. Littlehampton Book Services Ltd, 1980, ISBN 978-0706350890